# Eremiaspheciinae
Eremiaspheciinae (лат.) — подсемейство песочных ос (Crabronidae). Известно около 20 видов.

## Распространение
Северная Африка, Центральная Азия.

## Описание
Биология малоизучена. Некоторые виды охотятся на трипсов (Thysanoptera) и гусениц Lepidoptera.
Мелкие (менее 1 см) стройные осы, как правило чёрного цвета.

## Классификация
Около 20 видов, 3 рода в 2 трибах. Систематическое положение дискутируется. Ранее род Eremiasphecium сближали с филантинами, пемфредонинами и другими песочными осами, выделяли в отдельную трибу Eremiaspheciini. В последнее время род включают вместе с Laphyragogus в подсемейство Eremiaspheciinae. Род Laphyragogus также выделяли в отдельные трибу Laphyragogini и даже подсемейство Laphyragoginae, сближали с ларринами, астатинами и другими песочными осами. В последнее время эти два род включают в подсемейство Eremiaspheciinae Menke, 1967.
В большинстве работ и классификаций рассматривали в статусе трибы Eremiaspheciini в составе Pemphredoninae. Более поздние классификации (Sann et. al, 2018) рассматривают в статусе подсемейства.
В 2021 году по данным филогенетического анализа молекулярно-генетических данных выделены в отдельное семейство Eremiaspheciidae  Menke, 1967.
В 2025 году был восстановлен статус подсемейства Laphyragoginae. На основании значительных морфологических различий между двумя группами видов Laphyragogus Kohl, 1889, род разделен на Laphyragogus и новый род Asphaleia Mokrousov, 2025 (типовой вид Asphaleia gussakovskii Mokrousov, 2025). Три вида перенесены из Laphyragogus в новый род: Asphaleia ajjer (de Beaumont, 1958), A. gessae (Schmid-Egger, 2022) и A. orientalis (de Beaumont, 1970). На основании морфологического анализа показано, что Eremiaspheciini и Laphyragogini не являются близкими родственниками, и восстановлен статус Laphyragoginae как отдельного подсемейства.
- Триба Eremiaspheciini Menke, 1967
  - Eremiasphecium Kohl, 1897 (12 видов)
  - †Ammosphecium B. Rosa and Melo, 2021 — бирманский янтарь[6]
    - †Ammosphecium diabolicum B. Rosa and Melo, 2021
- Триба Laphyragogini R. Bohart and Menke, 1976
  - Asphaleia  Mokrousov, 2025
    - Asphaleia gussakovskii  Mokrousov, 2025
    - Asphaleia ajjer  (de Beaumont, 1958)
      - =Laphyragogus ajjer de Beaumont, 1958

    - Asphaleia gessae  (Schmid-Egger, 2022)[7]
      - =Laphyragogus gessi Schmid, 2022

    - Asphaleia orientalis  (de Beaumont, 1970)

  - Laphyragogus Kohl, 1889 (5 видов)[7]
    - Laphyragogus kohlii  (Bingham, 1897)
    - Laphyragogus pectinatus  de Beaumont, 1959
    - Laphyragogus pictus  Kohl, 1889
    - Laphyragogus strakai  Schmid-Egger, 2011
    - Laphyragogus visnagae  de Beaumont, 1959